# Fuencaliente de Medinaceli
Fuencaliente de Medinaceli es una localidad española perteneciente al municipio soriano de Medinaceli, en la comunidad autónoma de Castilla y León.

## Geografía
Forma parte del partido judicial de Almazán y de la comarca de Arcos de Jalón. Pertenece al municipio de Medinaceli.

## Historia
A mediados del siglo XIX, el lugar, por entonces con ayuntamiento propio, tenía contabilizada una población de 150 habitantes. Aparece descrito en el octavo volumen del Diccionario geográfico-estadístico-histórico de España y sus posesiones de Ultramar de Pascual Madoz de la siguiente manera:

FUEN CALIENTE: l. con ayunt. en la prov. de Soria (13 leg.), part. jud. de Medinaceli (3/4), aud. terr. y c. g. de Burgos (36), dióc. de Sigüenza (3): sit. en un llano circunvalado de cerros, le combaten libremente los vientos y sin embargo su clima es enfermizo y muy propenso á tercianas: tiene 35 casas; la consistorial que sirve de escuela de instruccion primaria á la que concurren 5 niños, á cargo de un maestro á la vez sacristan y secretario de ayunt. dotado por todos conceptos, con 80 rs. y 19 fan. de trigo, de las cuales pagan 3 los padres de los discípulos: hay una igl. parr. (La Purísima Concepcion), matriz de la de Esteras, servida por un cura de provision real y ordinaria, previo concurso; el cementerio se halla unido á la igl. y no se nota que perjudique á la salud pública; fuera de la pobl. aunque muy inmediatas, se encuentran una ermita (Sta. Ana) y una fuente de la que se surte el vecindario para beber y demas necesidades domésticas: confina el térm. con los de Medinaceli, Azcamellas, Esteras y Torralba; dentro de él brotan muchos arroyuelos que reunidos en uno van á desaguar al Jalon: el terreno participa de quebrado y llano; se hallan en cultivo 1,400 fan. en esta forma: 685 de primera calidad, 420 de segunda y 300 de tercera; 40 disfrutan el beneficio del riego; hay 2,380 de prados y pastos naturales; 16 de artificiales y 60 de monte chaparral.caminos: los que dirigen á los pueblos limítrofes, y á una 1/2 hora pasa la carretera de Madrid á Zaragoza. correo: se recibe y despacha en la estafeta de Medinaceli, á donde van los interesados á recogerlo. prod.: trigo, cebada, centeno, avena, judías, garbanzos, guijas, guisantes, yeros, patatas, nabos y cáñamo; tambien se cosecha miel y cera; se cria ganado lanar, vacuno, mular, caballar, asnal y de cerda; caza de perdices, conejos y alguna liebre. ind.: la agrícola, la cria de colmenas y un molino harinero.comercio: esportacion de frutos sobrantes, ganado y lana á los mercados de Medinaceli y Sigüenza, en los que se surten de los art. de consumo que faltan. pobl.: 38 vec. 150 alm. cap. prod.: 72,397 rs. imp.: 32,304 rs. 20 mrs. contr. en todos conceptos 4,158 rs. presupuesto municipal, 215 rs. se cubre con los fondos de propios y arbitrios.
(Madoz, 1847, p. 200)

El municipio de Fuencaliente de Medina desapareció en 1969, al fusionarse con los de Medinaceli, Benamira, Beltejar, Blocona y Esteras de Medina.

## Demografía
| Gráfica de evolución demográfica de Fuencaliente de Medina entre 1842 y 1960 |
| |
| Población de derecho según los censos de población del INE Población de hecho según los censos de población del INEEn este censo se denominaba Fuencaliente: 1857 Entre el censo de 1857 y el anterior, crece el término del municipio porque incorpora a 425009 (Azcamellas) y 425112 (Torralba del Moral) Entre el censo de 1970 y el anterior, este municipio desaparece porque se integra en el municipio 42113 (Medinaceli) |